# مارات هالاجیان
|
مارات هالاجیان (ارمنی: Մարատ Հալաջյան زاده ۲۷ دسامبر ۱۹۲۰ - درگذشته ۲۶ مهٔ ۱۹۷۱) یک مجری تلویزیونی اهل ارمنستان بود. وی بین سال‌های تا میلادی تاکنون فعالیت می‌کرد.

## زندگی‌نامه
وی در ۲۷ دسامبر ۱۹۲۰ در ایروان به دنیا آمد و از انستیتو دولتی سینما و تئاتر ایروان فارغ‌التحصیل شد. وی در تئاتر دولتی آمو خارازیان آرتاشات فعالیت می‌کرد. وی همچنین برندهٔ جوایزی همچون هنرمند شایسته ارمنستان شوروی شده است. وی در ۲۶ مهٔ ۱۹۷۱ در سن ۵۰ سالگی در ایروان درگذشت.

## نگارخانه

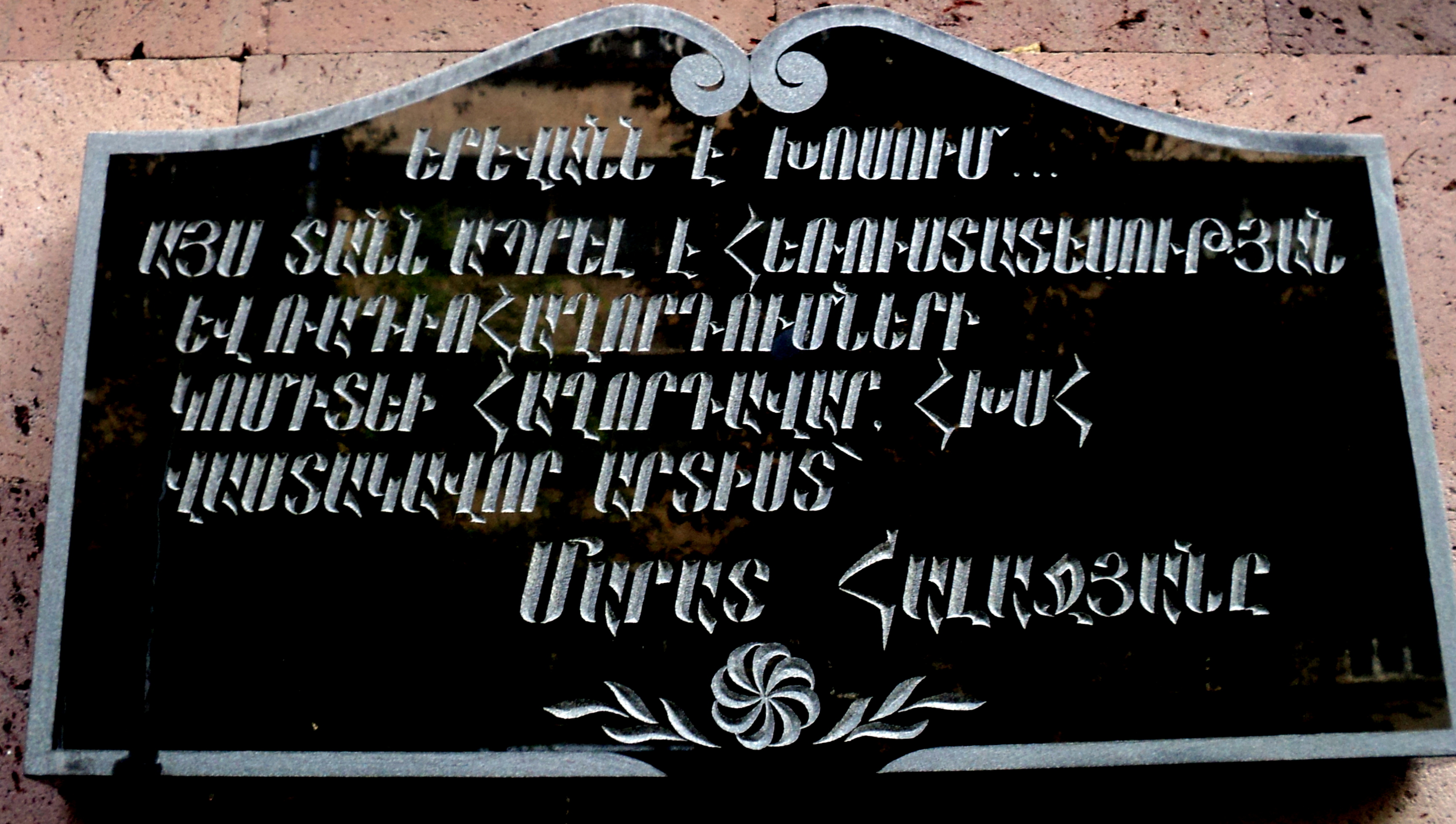